# Hugo Aufderbeck

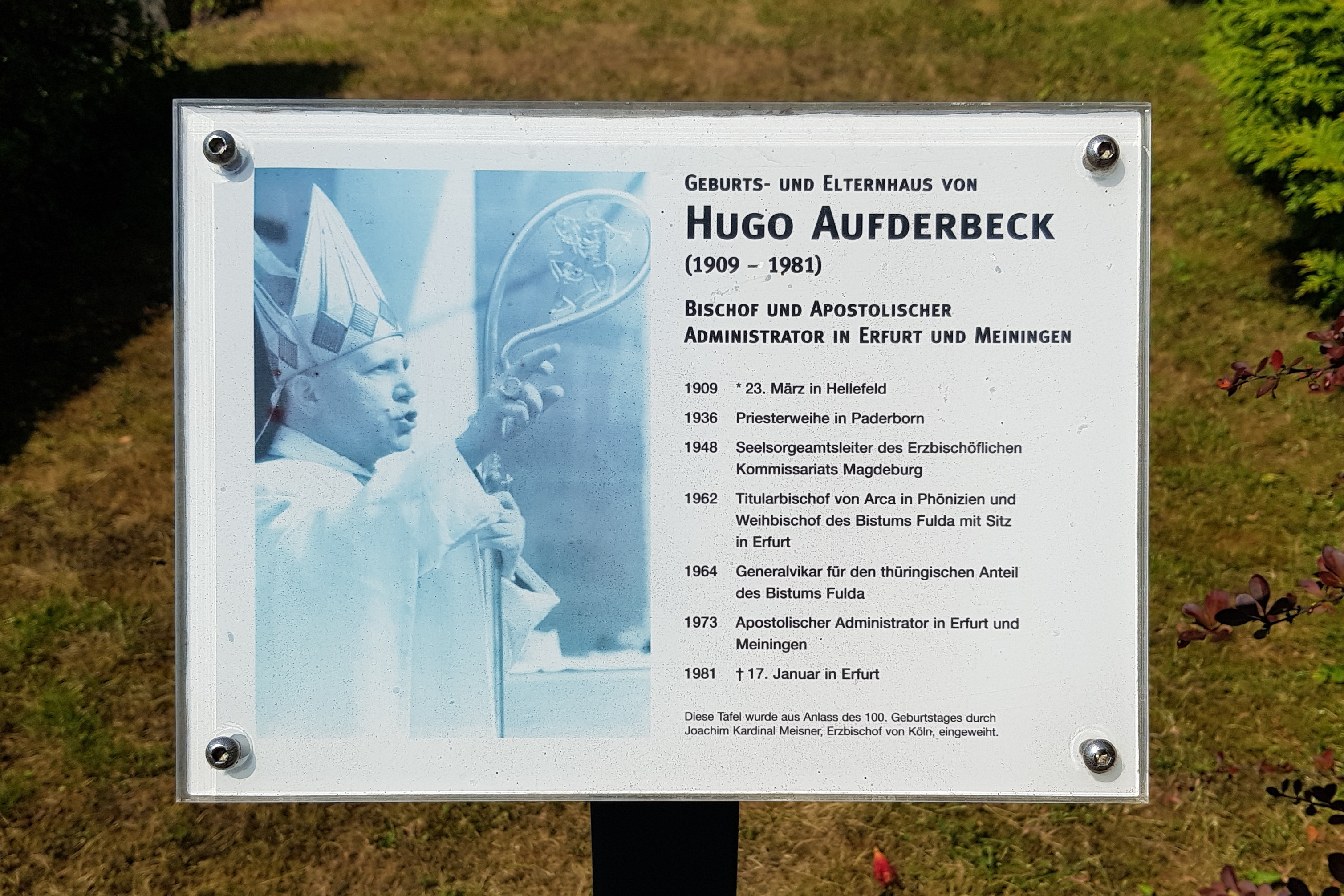
Informationstafel bei Aufderbecks Geburtshaus

Hugo Aufderbeck (* 23. März 1909 in Hellefeld; † 17. Januar 1981 in Erfurt) war römisch-katholischer Theologe sowie Bischof und Apostolischer Administrator im Bischöflichen Amt Erfurt-Meiningen.

## Leben

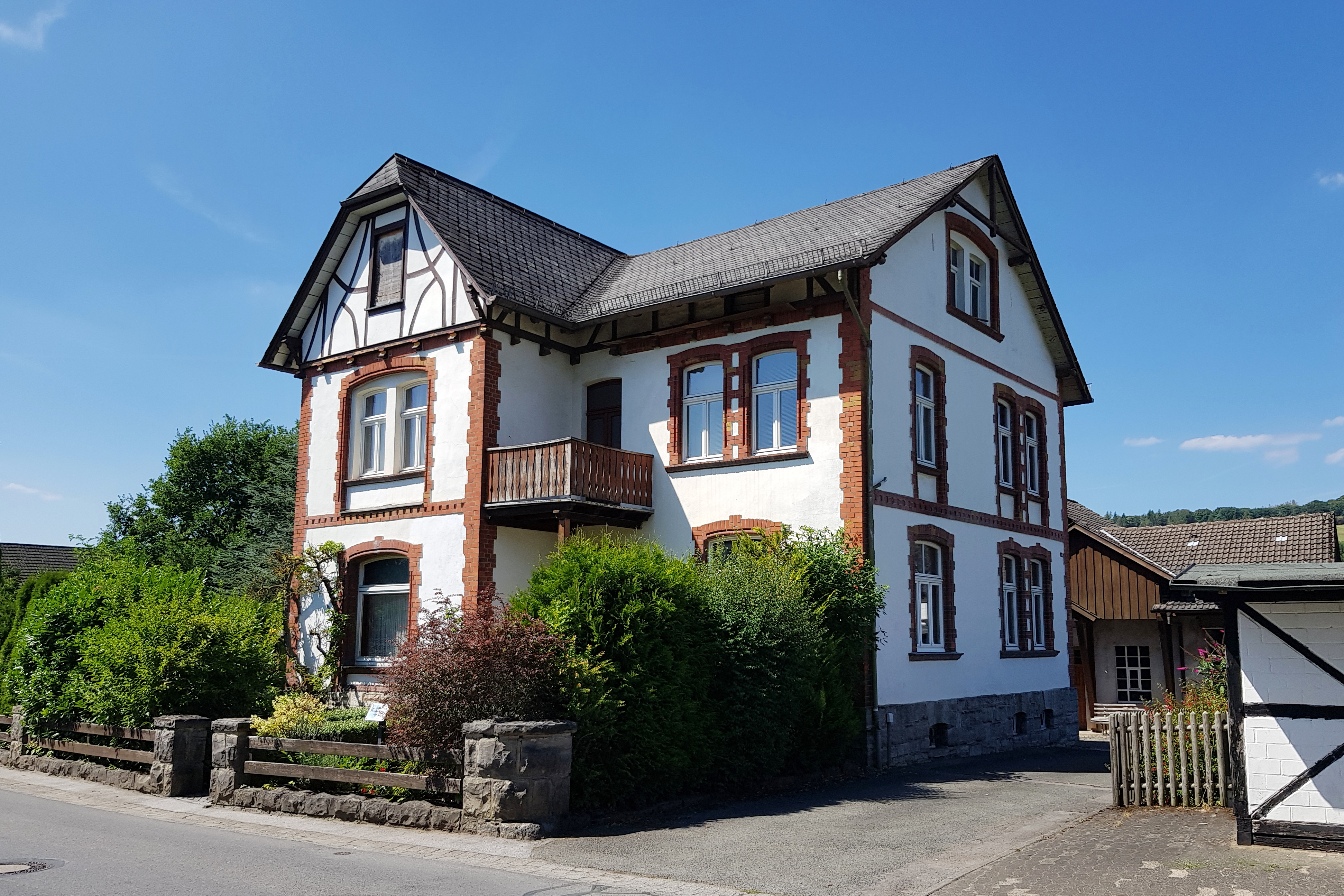
Geburts- und Elternhaus in Sundern-Hellefeld

Hugo Aufderbeck wurde im sauerländischen Hellefeld (Regierungsbezirk Arnsberg) geboren. Er wuchs im katholischen Milieu des Sauerlandes auf. Nach dem Besuch der Volksschule in Hellefeld und einem Jahr Lateinunterricht bei seinem Vikar Josef Brill († 1974) wechselte er 1923 zur Quarta auf das humanistische Gymnasium Laurentianum in Arnsberg sowie zur Untersekunda nach Paderborn, wo er im Erzbischöflichen Knabenkonvikt (Seminarium Liborianum) wohnte, das staatliche Gymnasium Theodorianum besuchte und am 8. März 1930 das Abitur ablegte. Anschließend trat er ins Paderborner Leokonvikt ein und absolvierte sein Theologiestudium an der Erzbischöflichen Akademie Paderborn, die beiden Freisemester 1932 bis 1933 in Wien und München. Nach Abschluss der Ausbildung im Paderborner Priesterseminar (1934–1936) spendete ihm Erzbischof Caspar Klein am 28. März 1936 im Paderborner Dom die Priesterweihe.
Nach der Priesterweihe war Aufderbeck zunächst Religionslehrer am Gelsenkirchener Lyzeum Aloysianum der Nonnenwerther Franziskanerinnen. 1937 begann er an der Westfälischen Wilhelms-Universität Münster ein Studium für das Lehramt an höheren Schulen. Doch musste er dieses abbrechen, als das Aloysianum 1938 unter nationalsozialistischem Druck geschlossen wurde. Aufderbeck wechselte daraufhin in den östlichen Teil des Erzbistums Paderborn (Erzbischöfliches Kommissariat Magdeburg) und wurde Vikar an der Propsteipfarrei St. Franziskus und Elisabeth in Halle (Saale). Im selben Jahr wurde ihm auch die Studentenseelsorge, seit 1947 mit dem Titel Studentenpfarrer, in der Universitätsstadt übertragen, 1942 ferner die Pfarrvikarie in Halle-Ost (Büschdorf). 1940 durch den Wehrkreispfarrer zur seelsorglichen Betreuung des Reservelazaretts II in Halle bestellt, hatte er bereits seit September 1939 einen „Soldatenkreis“ aufgebaut, in dem regelmäßig Soldaten jeden Dienstgrades zusammentrafen, der per Feldpost eine ausgedehnte Korrespondenz unterhielt und den bis zu seiner letzten Zusammenkunft in der Karwoche 1945 einige tausend Soldaten durchliefen. Von der Gestapo beargwöhnt, mit Hausdurchsuchungen und Verhören bedrängt, bewahrte das Kriegsende Aufderbeck vor Verhaftung und Bestrafung.
Aufderbeck unterhielt Kontakte zum Widerstandskreis um Theodor Lieser, der 1945 von der amerikanischen Besatzung als Oberbürgermeister von Halle eingesetzt wurde. In die auch unter der nachrückenden sowjetischen Besatzung zunächst demokratisch anmutenden Aufbrüche war Aufderbeck vor allem auf dem Gebiet der Jugendarbeit eingebunden. Er wurde Mitglied des „Erziehungsbeirats für gefährdete Jugendliche“ und des „Beirats für öffentliche Jugendhilfe“. Er war katholischer Vertreter in der Verbindungsstelle zwischen FDJ und kirchlicher Jugendarbeit und wurde 1947 durch den Erzbischöflichen Kommissar in Magdeburg und späteren Berliner Bischof Wilhelm Weskamm zum ständigen Vertreter des Erzbischöflichen Kommissariats beim „Jugendwerk der Provinz Sachsen“ ernannt. Angesichts der zunehmenden Gleichschaltung der FDJ sowie der gesamten öffentlichen Jugendarbeit mit der Politik der SED wurden diese Kontakte bald wieder aufgegeben.
1948 wurde Aufderbeck durch Weskamm mit dem Aufbau und der Leitung des Seelsorgeamtes für das Kommissariat beauftragt. Angesichts der rasch fortschreitenden und sich zunehmend stabilisierenden politisch-staatlichen Teilung Deutschlands bemühte sich Aufderbeck in enger Zusammenarbeit mit Weskamm und dessen Nachfolger Friedrich Maria Rintelen darum, eigenständige kirchliche Strukturen aufzubauen und spezifische Mittel und Wege in der Pastoral zu konzipieren. Er gewann so über seinen engeren Amtsbereich hinaus Bedeutung für die katholische Kirche in der Deutschen Demokratischen Republik. Besonders hervorzuheben sind dabei Aufderbecks Bemühungen um die liturgische Erneuerung, die priesterlosen Gottesdienste auf den Außenstationen mit Kommunionspendung durch Laien (Kommunionfeiern) sowie die „Zurüstung“ von Priestern und Gläubigen für die Auseinandersetzung mit der kommunistischen Ideologie.
1951 konstituierte sich unter der Leitung Aufderbeck im Konrad-Martin-Bildungshaus Bad Kösen als wohl wichtigstes Instrument für den Aufbau der Seelsorge auf dem Gebiet der Deutschen Demokratischen Republik die Arbeitsgemeinschaft der Seelsorgeamtsleiter bzw. -referenten. In diesem halbjährlich tagenden Kreis entstanden die wichtigsten pastoralen Konzeptionen, wurden Materialien erarbeitet, Veranstaltungen vorbereitet, Hirtenschreiben der Berliner Ordinarienkonferenz konzipiert oder strukturelle Institutionen wie der sog. Sprachenkurs in Halle/Saale (1951), das Magdeburger Spätberufenenseminar Norbertuswerk (1952) oder das Seminar für religiöse Laienbildung in Görlitz (1952) ins Leben gerufen. Als Leiter des Magdeburger Seelsorgeamtes entfaltete Aufderbeck weit über den Bereich des Kommissariatsgebietes hinaus eine intensive Bildungsarbeit für Priester und Laien und stellte umfangreiche Materialien für die Seelsorge zur Verfügung. Nicht zuletzt durch die prägende Figur Aufderbecks war die Pastoral der katholischen Kirche in der Deutschen Demokratischen Republik zwischen 1948 und 1962 erheblich vom Kommissariat Magdeburg her geprägt.
1952 stand Aufderbeck für einige Wochen dem neu eröffneten Priesterseminar auf der Huysburg bei Halberstadt vor, weil der zum Regens ernannte Bruno Löwenberg zunächst keine Aufenthaltsgenehmigung für die Deutsche Demokratische Republik bekommen hatte. Später hielt Aufderbeck dort Vorlesungen in Dogmatik, Fundamentaltheologie und Pastoral, ferner im Magdeburger Seelsorgehelferinnenseminar in Dogmatik und Kirchengeschichte. Ende der fünfziger Jahre verfasste Aufderbeck auf Anregung, vielleicht auch im Auftrag des Berliner Kardinals Julius Döpfner, der später Erzbischof von München und Freising wurde, eine pastorale Handreichung „Die Stunde der Kirche“, in der er einem umfangreichen pastoraltheologischen Ansatz eine detaillierte Analyse der Ideologie des Marxismus-Leninismus und ihrer materialistischen und atheistischen Implikationen voranstellte. Obwohl diese 1961 nur unter einem Pseudonym und als Manuskript gedruckt werden konnte und illegal in die Deutsche Demokratische Republik eingeführt werden musste, um dort unter dem Klerus verteilt zu werden, entfaltete sie in allen Jurisdiktionsgebieten eine große Wirksamkeit, indem ein Großteil der Geistlichen erstmals mit den theoretischen Grundlagen der herrschenden Ideologie und möglichen Ansätzen zu einer Entgegnung vertraut gemacht wurde.
Aufderbeck war seit 1955 Mitglied der Liturgischen Kommission bei der Fuldaer Bischofskonferenz sowie seit 1960 der Konferenz der deutschsprachigen Pastoraltheologen. 1956 nahm er auf Einladung des Liturgischen Instituts Trier am Ersten Internationalen Pastoralliturgischen Kongress in Assisi teil. 1958 wurde er zum Päpstlichen Geheimkämmerer und 1959 zum Päpstlichen Hausprälaten ernannt. Am 19. Juni 1962 bestellte ihn Papst Johannes XXIII. zum Titularbischof von Arca in Phönizien und zum Fuldaer Weihbischof mit Sitz in Erfurt. Die Bischofsweihe empfing er am 5. September 1962 in Erfurt durch den Berliner Erzbischof und späteren Kardinal Alfred Bengsch, Mitkonsekratoren waren Weihbischof Josef Freusberg und Weihbischof Friedrich Maria Rintelen aus Magdeburg.
Aufderbeck wirkte in Erfurt zunächst als zweiter Weihbischof an der Seite Joseph Freusbergs. Nach dessen Tod 1964 wurde er Generalvikar für den Thüringer Anteil des Bistums Fulda mit Sitz in Erfurt, Dompropst und Direktor des Geistlichen Gerichts in Erfurt. Im Zusammenhang mit der zunehmenden Bereitschaft Papst Pauls VI., dem staatlichen Drängen nach einer Identität von Staats- und Kirchengrenzen durch eine schrittweise Verselbstständigung der Jusisdiktionsgebiete in der Deutschen Demokratischen Republik nachzugeben, wurde Aufderbeck am 20. Juli 1973 zum Apostolischen Administrator für die auf Gebiet der ehemaligen Deutschen Demokratischen Republik liegenden Anteile der Bistümer Fulda und Würzburg, dem nunmehrigen Bischöflichen Amt Erfurt-Meiningen, ernannt. Als Mitglied der Berliner Ordinarien-, seit 1976 Bischofskonferenz übernahm er 1971 den Vorsitz der Liturgiekommission; zugleich wurde er Mitglied der Internationalen Arbeitsgemeinschaft der Liturgischen Kommissionen im deutschen Sprachgebiet. Mit Karl Ebert, Joachim Meisner, der später Bischof von Berlin, Kardinal und schließlich Erzbischof von Köln wurde, und Joachim Wanke, der ihm 1981 als Bischof in Erfurt nachfolgte, erhielt Aufderbeck Weihbischöfe.
Aufderbeck nahm seit der zweiten Sitzungsperiode am Zweiten Vatikanischen Konzil teil. Als Mitglied einer vom Wiener Kardinal Franz König geleiteten Subkommission arbeitete er unter anderem am Text zum „Atheismusproblem“ der Pastoralkonstitution Gaudium et Spes mit. Aufderbeck war zusammen mit weiteren 39 Bischöfen einer der Erstunterzeichner des sog. Katakombenpaktes. Dieser Pakt beinhaltete ein Gelübde der Bischöfe, in Hingabe und Bescheidenheit als Diener einer „Kirche der Armen“ zu leben und zu arbeiten. Ein wichtiges Ergebnis der Konzilsteilnahme waren für Aufderbeck fortan die intensiven Kontakte in die Weltkirche, die aufrechtzuerhalten unter den Verhältnissen in der Deutschen Demokratischen Republik alles andere als selbstverständlich war. Auf der 1973 bis 1975 in Dresden tagenden gemeinsamen Pastoralsynode der Jurisdiktionsbezirke in der Deutschen Demokratischen Republik trug Aufderbeck als Mitglied der Fachkommission 1 (Glaube heute) dazu bei, die Ergebnisse des Konzils für die Katholiken in der Deutschen Demokratischen Republik fruchtbar zu machen.
In Erfurt knüpfte Aufderbeck an seine Magdeburger Arbeit an, indem er vor allem durch die Neustrukturierung des Seelsorgeamtes eine planvolle und effiziente Pastoral zu organisieren suchte. Zwei Pastoralkongresse 1972 und 1979 wurden unter Aufderbeck zu Wegmarken der Seelsorge auf dem Gebiet des Bischöflichen Amtes Erfurt-Meiningen. Durch Priesterkonvente und -werkwochen bemühte er sich, die verstreuten Mitbrüder, durch die großen Wallfahrten zum Klüschen Hagis (Eichsfeld), zum Kerbschen Berg (Eichsfeld) sowie zum Erfurter Mariendom die Gläubigen zu sammeln und zusammenzuführen. Die (gefährdete) Öffentlichkeit der Wallfahrtspredigten nutzte Aufderbeck ebenso wie die Firmpredigten in den Gemeinden zu grundlegender Verkündigung, die sich oft deutlich mit den Verhältnissen der umgebenden ideologischen Diaspora auseinandersetzte. Seine besondere Zuwendung galt den Kindern, Kranken, Behinderten und Alten.
Die aus den westdeutschen Mutterdiözesen empfangene materielle Hilfe gab Aufderbeck seinerseits an die Kirchen der östlichen Nachbarländer weiter. In Erfurt wurden (geheim) tschechische Theologen ausgebildet und durch Aufderbeck zum Priester geweiht. Aufderbeck hatte früh die Bedeutung ökumenischer Kontakte gerade für die Diözesen in der Deutschen Demokratischen Republik erkannt; seine diesbezüglichen Bemühungen fanden durch das Konzil Bestätigung und Ermutigung. Höhepunkte seiner Amtszeit waren in dieser Hinsicht 1974 die Feier eines Gottesdienstes mit dem Primas der Anglikanischen Kirche, dem Erzbischof von Canterbury Michael Ramsey, im Erfurter Mariendom sowie 1980 eine Begegnung mit dem evangelischen Propst Heino Falcke und dem Prior von Taizé, Roger Schütz, anlässlich der Jugendwallfahrt auf den Erfurter Domstufen. Am 19. November 1974 konnte Aufderbeck mit Zustimmung des evangelischen Landesbischofs Ingo Braecklein erstmals seit der Reformation eine Heilige Messe in der Elisabeth-Kapelle der Wartburg bei Eisenach feiern.
Aufderbeck wusste seit 1977 von seinem unheilbaren Krebsleiden. Am 15. Dezember 1980 unterzeichnete er die letzte Fassung seines Testamentes. Er starb am 17. Januar 1981 im Erfurter Katholischen Krankenhaus „St. Johann Nepomuk“ und wurde im Lichthof des Domkreuzgangs beigesetzt.

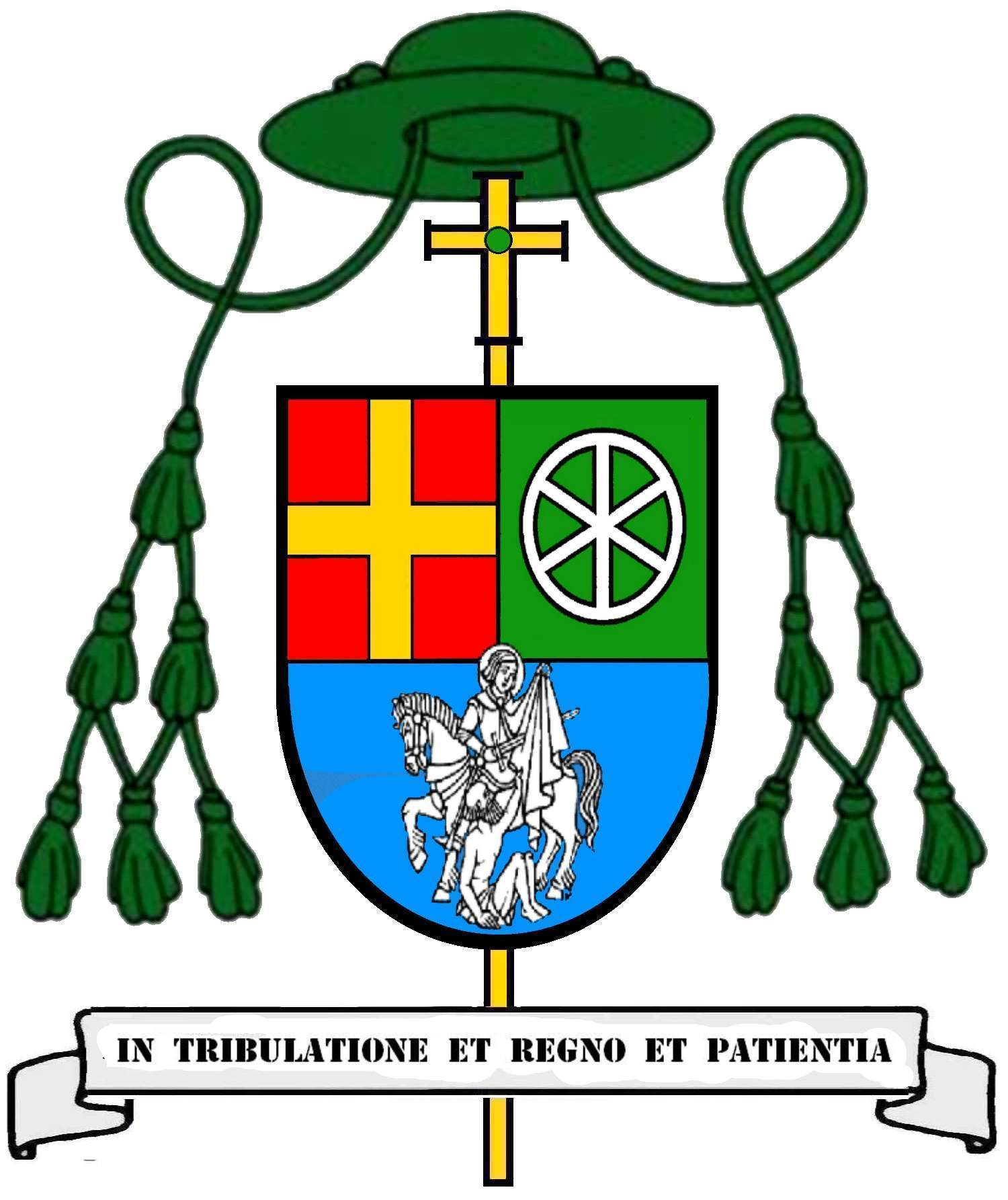
Wappen des Apostolischen Administrators des Bischöflichen Amts Erfurt-Meiningen

## Bischofswappen
Der Wappenschild geteilt, oben gespaltet zeigt vorne in Rot ein goldenes Balkenkreuz, das Bistumswappen des Erzbistums Paderborn (Heimatbistum), hinten in Grün, ein sechsspeichiges, weiß/silbernes Rad (Mainzer Rad), unten in Blau weiß/silbern St. Martin zu Ross, seinen Mantel mit dem Bettler teilend.
Hinter dem Schild stehend das Bischofskreuz, darüber der grüne Galero (Bischofshut) mit den jeweils sechs herunterhängenden grünen Quasten (fiocchi).
Sein Wahlspruch In Tribulatione et Regno et Patientia - Euer Bruder in Drangsal, im Gottesreich und in der Standhaftigkeit  (Offb 1,9 )

## Schriften (Auswahl)
- als Herausgeber mit Hermann Gabriel, Johannes Kollwitz, Hans Werner Schade und Alfons Theele: Pascha Domini. Die Feier der Ostergeheimnisse. Erzbischöfliche Kommissaria,t Magdeburg 1948.
- mit Heinrich Theissing: Ich bin bei Euch. Katholisches Hausbüchlein für die Diaspora. St. Benno-Verlag, Leipzig 1953 (2. Auflage. ebenda 1954).
- als Herausgeber: Pastoralkatechetische Hefte. Nr. 1–62, 1954–1979, ZDB-ID 1143242-1.
- Die Hinführung des Schulkindes zu den österlichen Geheimnissen. In: Liturgisches Jahrbuch. Bd. 8, 1958, ISSN 0024-5100, S. 35–39.
- Zwei Skizzen zu einer missionarischen Verkündigung. In: Liturgisches Jahrbuch. Bd. 8, 1958, S. 118–127.
- Die Feier der vierzig und fünfzig Tage. Ein Werkbuch. St. Benno-Verlag, Leipzig 1958 (2. Auflage. ebenda 1960).
- Diasporaseelsorge. In: Lexikon für Theologie und Kirche. Band 3: Colet bis Faistenberger.  2., völlig neu bearbeitete Auflage. Herder, Freiburg (Breisgau) 1959, Sp. 347 f.
- Gemeindebildung vom Worte Gottes her. In: Pastoralkatechetische Hefte. Bd. 9, 1959, ZDB-ID 1143242-1, S. 99–107 (2. Auflage. 1960).
- Rufe und Zurufe in der Eucharistiefeier. Skizzen. In: Liturgisches Jahrbuch. Bd. 11, 1961, S. 180–185.
- Rektor Christian Hammerschmidt (Pseud. für Hugo Aufderbeck): Die Stunde der Kirche oder Alle Zeiten sind Zeiten des Herrn. Eine Handreichung zur Seelsorge. o. Vlg.,  o. O. o. J. [1961].
- als Herausgeber: Pastorale Aufsätze. 7 Bände (Bd. 1: Aedificare. 1964; Bd. 2: Congregare. 1965; Bd. 3: Plantare. 1966; Bd. 4: Adunare. 1968; Bd. 5: Illuminare. 1972; Bd. 6: Confirmare. 1974; Bd. 7: Sperare. 1979). St. Benno-Verlag, Leipzig 1964–1979.
- „Sonntäglicher Stationsgottesdienst“ – Gebets- und Wortgottesdienst auf Außenstationen. Grundgedanken eines Arbeitskreises. In: Walter Krawinkel (Hrsg.): Pastorale Liturgie. Vorlesungen, Predigten und Berichte vom Liturgischen Kongreß Berlin 1965. St. Benno-Verlag, Leipzig 1965, S. 148–151.
- Die geistliche Stunde. Ein Weg zur Bildung des Gemeindekernes (= Schriftenreihe für zeitgemässe Seelsorge. Bd. 5, ZDB-ID 1473575-1). Seelsorge-Verlag, Freiburg (Breisgau) 1968.
- Die liturgische Versammlung in der Diaspora. In: Concilium. (Deutsche Ausgabe), Bd. 2, 1966, ISSN 0588-9804, S. 114–116.
- Das gemeinsame Werk. Ein Werkbuch zur Seelsorge anläßlich des 60. Geburtstages von Hugo Aufderbeck. Aus seinen Aufsätzen, Predigten und sonstigen Veröffentlichungen. Im Auftrag des Bischöflichen Seelsorgeamtes Erfurt herausgegeben von Walter Hentrich. St. Benno-Verlag u. a., Leipzig u. a. 1969.
- Gemeinde als Versammlung. Zehn pastorale Thesen. In: Liturgisches Jahrbuch. Bd. 19, 1969. S. 65–78.
- Das gemeinsame Werk. Gedanken über Bischof, Priesterschaft und Gemeinde. Pustetet, Regensburg 1972.
- Stations-Gottesdienste. Mit einem Arbeitskreis erarbeitete und herausgegeben. St. Benno-Verlag u. a., Leipzig u. a. 1972.
- Sonntagsgottesdienst ohne Priester. In: Theodor Maas-Ewerd, Klemens Richter (Hrsg.): Gemeinde im Herrenmahl. Zur Praxis der Meßfeier (= Pastoralliturgische Reihe in Verbindung mit der Zeitschrift „Gottesdienst“. Bd. 1). Herder u. a., Freiburg (Breisgau) u. a. 1976, ISBN 3-451-17518-5, S. 91–96.
- Kirche in der Diaspora – Getto oder Mission? Notizen zur Theologie der Diaspora. In: Lebendiges Zeugnis. Bd. 32, Nr. 3, 1977, ISSN 0023-9941, S. 5–20.
- Briefe, auf die du wartest. Ein Bischof an Alte und Kranke. Verlag Styria, Graz u. a. 1979, ISBN 3-222-11233-9.
- Stationsgottesdienst. Kommunionfeier. Texte für den sonntäglichen Gottesdienst ohne Priester in den Außenstationen der Diaspora. St. Benno-Verlag u. a., Leipzig u. a. 1979.
- Volk Gottes auf dem Weg. Briefe, Meditationen, Ansprachen und Predigten. Zum 70. Geburtstag. Ausgewählt und bearbeitet von Elfride Kiel. St. Benno-Verlag, Leipzig 1979 (2., veränderte und ergänzte Auflage. ebenda 1981).
- Wortgottesdienste. Kommunionfeiern am Sonntag. Verlag Styria, Graz u. a. 1979, ISBN 3-222-11146-4.
- Gebete der leeren Hände. 7 Tage mit Gott. Bergmoser + Höller, Aachen 1988, ISBN 3-88997-019-2.